# Cynegetis
Genre
Cynegetis est un genre d'insectes coléoptères de la famille des coccinelles.

## Liste des espèces
Selon BioLib (16 mai 2025) :
- Cynegetis impunctata (Linnaeus, 1767)
- Cynegetis syriaca (Mader, 1958)

Selon Catalogue of Life (16 mai 2025) :
- Cynegetis chinensis Wang & Ren in Wang et al., 2014
- Cynegetis impunctata (Linnaeus, 1767)
- Cynegetis syriaca (Mader, 1958)